# Кабреро, Хуан Рамон
Хуа́н Рамо́н Кабре́ро Обре́р (исп. Juan Ramón Cabrero Obrer), более известный как Хуа́нра (исп. Juanra; род. 24 апреля 1980 года, Эстивелья, Испания) — испанский футболист, правый защитник.

## Карьера
Воспитанник футбольной школы «Леванте». Первые шесть сезонов своей профессиональной карьеры провёл в родном клубе, попеременно являлся то запасным, то основным игроком команды. В сезоне 2006/07 перешёл в «Нумансию», подписав с ней контракт на три года. 25 июня 2009 года, после вылета клуба из Примеры, подписал трёхлетний контракт с «Эркулесом». За свой новый клуб дебютировал 30 августа 2009 года в матче Сегунды против «Кастельона». Матч завершился со счётом 0:0.